# Tourreilles
Tourreilles település Franciaországban, Aude megyében. Lakosainak száma 132 fő (2022. január 1.). Tourreilles Bouriège, Castelreng, La Digne-d’Amont, La Digne-d’Aval, Magrie és Roquetaillade-et-Conilhac községekkel határos.

## Népesség
A település népessége az elmúlt években az alábbi módon változott:
| Lakosok száma | 108  | 87   | 98   | 114  | 126  | 125  | 127  | 131  | 130  | 132  |
|               | 1968 | 1982 | 1990 | 2006 | 2013 | 2015 | 2017 | 2019 | 2020 | 2022 |